# Caradrina sepii
Caradrina sepii là một loài bướm đêm trong họ Noctuidae.